# Sonic X
Sonic X (jap. ソニックＸ Sonikku ekkusu) – japoński serial telewizyjny oparty na serii gier wideo Sonic the Hedgehog wydanych przez Sega i Sonic Team, wyprodukowany przez TMS Entertainment we współpracy z Sega i Sonic Team i wyreżyserowany przez Hajime Kamegaki. Początkowo był emitowany w 52 odcinkach na kanale TV Tokyo (2003–2004). Kolejne 26 odcinków nadawano w latach 2005–2006 tylko w konkretnych krajach (np. Stany Zjednoczone, Kanada, Europa i Bliski Wschód). Amerykańską lokalizacją i nadawaniem serialu zajmowała się 4Kids Entertainment do 2012, kiedy Saban Brands uzyskał prawa do serialu, a w 2015 – Discotek Media.
Serial opowiada o grupie zwierząt antropomorficznych, które przypadkowo teleportują się na Ziemię, próbując uratować jednego ze swoich przyjaciół przed wrogim doktorem Eggmanem. Jeża Sonica ratuje ludzki chłopiec o imieniu Chris Thorndyke, który pomaga mu znaleźć przyjaciół, wielokrotnie walcząc z Doktorem Eggmanem i jego robotami o kontrolę nad potężnymi Szmaragdami Chaosu. Ostatni wątek fabularny opowiada, jak przyjaciele wracają z Chrisem do swojego świata, gdzie wkraczają w przestrzeń kosmiczną z nowo odkrytym, roślinopodobnym stworzeniem o imieniu Cosmo i walczą z armią kosmitów o nazwie Metarex.
Większość recenzentów krytykowała amerykańską lokalizację i niektóre postacie, ale chwalili historię i estetykę serialu. Produkcja była popularna w Stanach Zjednoczonych i Francji, ale mniej w Japonii. W produktach sygnowanych serialem znalazła się gra wideo na konsolę Leapster, gra karciana, seria komiksów z oryginalną fabułą oraz różne zabawki i inne przedmioty. Wyrażenie „gotta go fast”, tytuł północnoamerykańskiej piosenki serialu, przetrwało jako hasło Sonica przez ponad dekadę po premierze serialu.

## Fabuła

### Seria 1
Sonic, Tails i Amy Rose próbują uratować Króliczkę Cream i jej zwierzaka Chao, Cheese od Doktora Eggmana, który zdobył już siedem Szmaragdów Chaosu. Podczas próby zniszczenia swojej bazy jeden z robotów Eggmana nieumyślnie strzela do maszyny zawierającej Szmaragdy, która przypadkowo aktywuje technikę „Kontroli Chaosu”. Teleportuje Sonica, Eggmana (i jego roboty), Tailsa, Amy, Cream i Cheese’a, a także Kota Dużego (z jego Żabą Żabkiem), Nietoperzycę Rouge, Kolczatkę Knucklesa i Chaotix (ekipa detektywistyczna złożona z Espio the Chameleon, Vector the Crocodile i Charmy Bee) na Ziemię, równoległa wszechświatowa wersja ich świata z ludźmi. Sonic jest ścigany przez policję, ucieka do basenu rezydencji i zostaje uratowany przez dwunastoletniego chłopca o imieniu Chris Thorndyke, który mieszka tam ze swoją gwiazdą filmową matką Lindsey, ojcem wykonawczym Nelsonem, dziadkiem naukowca Chuckiem, pokojówką i szefem kuchni Ella i kamerdynerem Tanaką. Chris próbuje ukryć antropomorficznych przyjaciół przed rodziną, dopóki Cream przypadkowo ich nie ujawni, ale wszyscy nawiązują dobry kontakt z rodziną Chrisa i przyjaciółmi Chrisa, Dannym, Frances i Helen.
Sonic i jego przyjaciele wciąż chcą wracać do domu, więc wielokrotnie szamoczą się do Szmaragdów z Doktorem Eggmanem, jego asystentami robotów – nadaktywnym, zwracającym uwagę Bokkunem i bełkotliwym Bocoe i Decoe – oraz jego większymi, uzbrojonymi robotami. Eggman planuje przejąć świat, zwracając uwagę prezydenta nienazwanego narodu, więc Knuckles, Rouge i agent federalny Topaz starają się go powstrzymać. Inni antropomorficzni mieszkańcy wkrótce dołączają do krucjaty, a gdy Eggman zostaje pokonany, wszyscy zostają okrzyknięci bohaterami.

### Seria 2
Eggman budzi stworzenie o imieniu Chaos z Głównego Szmaragdu. Zwierzęta toczą przegraną bitwę o odzyskanie Szmaragdów, dopóki Chaos nie wchłonie wszystkich siedmiu i staje się gigantyczny, ale dziewczyna kolczatka o imieniu Tikal, która tysiące lat temu pochowała siebie i Chaosa w Głównym Szmaragdzie, pomaga mu go uspokoić. Po tym, jak Sonic używa Szmaragdów Chaosu, aby zostać Super Soniciem, pokonuje Chaosa, który wraca do Głównego Szmaragdu z Tikal.
Niedługo potem Eggman znajduje w bazie wojskowej dziennik swojego dziadka Geralda Robotnika i stary projekt Geralda Shadow. Po przypadkowym uwolnieniu przez Eggmana Shadow włamuje się do muzeum, aby ukraść Szmaragd, co powoduje niesłuszne aresztowanie Sonica. Amy ratuje go, ale Shadow, Eggman i dwulicowa Rouge uciekają do ARK Kolonii Kosmicznej, gdzie Eggman grozi użyciem broni zwanej Działem Zaćmienia, aby zniszczyć Ziemię, jeśli Ziemia nie podda się jego rządom; wysadza pół Księżyca, aby udowodnić swoją moc. Eggman zbiera Szmaragdy, by zasilić Armatę, ale to uruchamia program, który Gerald utworzył kilkadziesiąt lat temu, co spowoduje, że ARK Kosmicznej Kolumny wpadnie na Ziemię, niszcząc planety w niecałe pół godziny. Gerald zrobił to, aby dokładnie zemścić się na ludzkości, którą obwinił za śmierć swojej wnuczki Marii po tym, jak zginęła w rządowym nalocie na Kosmiczną Kolonię ARK. Wszyscy łączą siły i wspólnie pracują nad jego zamknięciem, z wyjątkiem Shadowa, który nie jest zbyt współczujący i wierzy, że spełnił swój cel zemsty. Chris konfrontując się z Shadowem przypomina mu o ostatnim pragnieniu Marii, by Shadow był obrońcą ludzkości, aby ich prowadził i pomagał. Pogrążony w łzach i z nowym poczuciem celu, Shadow postanawia łączyć siły z Sonicem i obaj wzmacniają się za pomocą Szmaragdów i teleportują ARK z dala od Ziemi, chociaż Shadow wydaje się być zabity w tym procesie. Sonic, jego przyjaciele i Eggman zastanawiają się nad ofiarą Shadowa i powrotem na Ziemię.
Eggman odbudowuje Księżyc, najwyraźniej z wyrzutów sumienia, ale jego pozycja zmienia się, tworząc zaćmienie Słońca, więc produkuje i sprzedaje „Słoneczne Kulki” w celu odtworzenia światła słonecznego. Sonic przejawia chciwe motywacje, a Eggman zostaje aresztowany za oszustwo. Bokkun aktywuje robota o imieniu Emerl, który szybko sprzymierza się z bohaterami, a Eggman ucieka z więzienia. Emerl wygrywa Szmaragd w turnieju sztuk walki z udziałem wielu bohaterów i złoczyńców, ale wpada w szał i zaczyna niszczyć miasto, zmuszając Cream i Cheese do jego zniszczenia.
Później dwaj fizycy rządowi pojawiają się w rezydencji Chrisa, aby ogłosić, że świat Sonica i Ziemia były kiedyś jednym światem podzielonym na dwie części przez kataklizm, ale ponownie się łączą, co zatrzyma czas nieodwracalnie, a jedynym sposobem, aby go zatrzymać, jest odesłanie antropomorficznych ludzi z powrotem do domu. Tails i Chuck zaczynają budować bramę do teleportacji Sonica i towarzystwa z powrotem do ich własnego świata za pomocą Kontroli Chaosu, ale Chris nie chce, aby odeszli. Po zakończeniu i wszyscy ich przyjaciele oprócz Sonica odeszli, Chris nagle wyłącza maszynę i zabiera Sonica do lasu, aby ukryć się przed strachem, gdy jego rodzice wrócą do domu, gdy Sonic zniknie. Sonic to rozumie, ale uczy Chrisa, że jako bliźni nie może zmusić drugiej osoby do odczuwania określonego sposobu i że ich przyjaźń jest wolną wolą. Chris ze łzami w oczach przyznaje, że związał dziś wolność Sonica i powstrzymał przyjaciela przed powrotem do domu i żałośnie prosi o wybaczenie, podczas gdy Sonic mówi mu, że będzie w stanie być silny nawet bez jego obecności. Rodzice Chrisa go znajdują i obiecują spędzić z nim więcej czasu. Chris, który nauczył się swojej lekcji i dorastał, wyrusza na ostatni bieg z Sonicem, zanim wspólnie się rozdzielą, i Sonic powróci na swoją planetę, zatrzymując łączenie się światów. Chris przysięga, że pewnego dnia znów zobaczy Sonica.

### Seria 3
Sześć miesięcy później rasa złowrogich robotów, znana jako Metarexy, próbuje ukraść Szmaragdy Sonicowi, ale rozprasza je po całej galaktyce. Tymczasem na Ziemi, gdzie minęło sześć lat, a Chris ma teraz osiemnaście lat, Chris buduje kolejne urządzenie, aby powrócić do świata swoich przyjaciół; ma dwanaście lat, kiedy przybywa. Chora, podobna do rośliny dziewczyna o imieniu Cosmo ląduje na ich planecie i opiekują ją powrotem do zdrowia, więc dołącza do nich i wszyscy wsiadają na nowy statek kosmiczny Tailsa, Błękitny Typhoon. Podczas tajfunu przeczesują galaktykę w poszukiwaniu Szmaragdów i „Planetojaj” (obiektów, które pozwalają na rozkwit życia na planetach, które Metarexy ukradli, aby wyludnić galaktykę) i walczą z Metarexami na każdym kroku. Po drodze Tails i Cosmo powoli zakochują się w sobie. Rouge znajduje Shadow’a żyjącego w kapsule na statku Eggmana, a następnie zostaje wypuszczony (choć stracił pamięć). Początkowo on i Rouge pomagają Eggmanowi (nawet uratować Chrisa przy jednej okazji), ale po tym, jak Shadow jest świadkiem śmierci bojownika ruchu oporu, który przypomniał mu o Marii on i Rouge wyruszają sami, by samodzielnie walczyć z Metarexami. Eggman w końcu dołącza do Metarexów, ale jest to podstęp, aby zebrać więcej informacji. Po odkryciu początków, metod i celów Metarexów Shadow pojawia się ponownie i próbuje zabić Cosmo, ku gniewowi Tailsa. Pojawia się przywódca Metarexów, Dark Oak, i ujawnia, że Metarex i Cosmo należą do tego samego gatunku i że potajemnie wszczepiły w jej urządzenie śledzące, jednocześnie gasząc resztę tego rodzaju; od tego czasu jest nieświadomym szpiegiem. Z tego powodu Shadow chciał śmierci Cosmo. Chris, Knuckles i Tails zauważają, że usunięcie urządzenia prawdopodobnie zniszczy jej wzrok i słuch na zawsze. Knuckles i tak dąży do jego usunięcia (w japońskiej wersji podkreśla, że istnieje sposób, aby go usunąć bez uszkodzenia jej), ale Tails nie może obecnie podejmować żadnych decyzji, więc operacja zostaje odwołana, a bitwa przeciwko Metarexom jest kontynuowana.
Bohaterowie wraz z Chaotixem i Shadowem udają się do centrum wszechświata, gdzie Metarexy złowieszczo kontrolują planetę zbudowaną z wody i zawierającą Planetojaja. Po tym, jak Sonic prawie w niej utonął, planeta zaczyna przekształcać się w gigantyczne nasienie; Metarexy ujawniają, że ponieważ przegrali bitwę, zniszczą galaktykę za pomocą tej planety. Metarexy następnie łączą się, tworząc smoczego potwora roślinnego, który przyczepia się do gigantycznego nasienia. Sonic i Shadow wykorzystują szmaragd chaosu, aby stać się Super Soniciem i Super Shadowem, ale nadal nie są w stanie pokonać połączonych Metarexów. Cosmo widzi wizję swojej matki Ziemianę, mówiąc jej, że musi poświęcić się, aby ocalić resztę. Łączy się z olbrzymim ziarnem i instruuje Tailsa, aby użył armaty Niebieskiego Tajfunu, aby wystrzelić Super Sonic i Super Shadow na nią i ziarno. Tails waha się, rozdarty między ratowaniem galaktyki a zabiciem Cosmo, ale w końcu odnajduje wewnętrzną siłę i unicestwia Metarexy wraz z Cosmo, których nasiona rozprzestrzeniają się po całej galaktyce wraz z Planetojajami skradzionymi przez Metarexy, które wracają na swoje pierwotne planety. Dark Oak ma chwilę skruchy, zanim umrze, mając wizję powitania przez Ziemianę, gdy odchodzi. Shadow najwyraźniej poświęca się, by powstrzymać wybuch. Po bitwie Sonic pojawia się ponownie i uroczyście informuje złamanego serca Tailsa, że nie może uratować Cosmo i wręcza mu jedno ze swoich nasion. Na planecie Sonica Eggman buduje urządzenie, aby Chris mógł wrócić do domu, później twierdząc, że zrobiono to, aby zmniejszyć siłę Drużyny Sonica. Seria kończy się na tym, że Chris wraca do domu i biznesu jak zwykle dla Sonica i jego przyjaciół, którzy z radością przygotowują się, by po raz kolejny położyć kres planom Eggmana. Ostatnie ujęcia pokazują Shadowa na obcej planecie i nasiona Cosmo kiełkujące w warsztacie Tailsa.

## Postacie

### Bohaterowie pozytywni
- Jeż Sonic – ponaddźwiękowy niebieski jeż, główny bohater serialu. Bardzo nie lubi wody. Nie odwzajemnia miłości Amy.
- Amy Rose – różowa jeżyca zakochana w Sonicu, potrafi walczyć za pomocą magicznego Młota Piko-Piko.
- Tails – lisek, który potrafi latać dzięki swoim ogonom.
- Knuckles – czerwona kolczatka, łowca skarbów, strażnik Głównego Szmaragdu.
- Cream – mała króliczka, która potrafi latać za pomocą swoich uszu.
- Cheese – istota z rasy Chao, najlepszy przyjaciel Cream, przypomina kształtem cebulę.
- Rouge – nietoperzyca, łowczyni skarbów, złodziejka klejnotów, później agentka rządowa i przyjaciółka Topaz.
- Shadow – czarny jeż o ponurym charakterze, który potrafi się teleportować za pomocą Kontroli Chaosu. Stworzony przez profesora Geralda Robotnika, dziadka Doktora Eggmana. Dawniej przyjaciel i opiekun Marii, tragicznie zmarłej wnuczki profesora Geralda.

### Bohaterowie negatywni
- Doktor Eggman (właściwie Ivo Robotnik) – szalony naukowiec z IQ powyżej 300.
- Decoe i Bocoe – gadatliwe roboty Eggmana.
- Bokkun – informator Eggmana, pełni rolę posłańca.
- Pozostałe maszyny Eggmana.

### Ludzie
- Chris Thorndyke – 12-letni syn Lindsey i Nelsona, wnuk Chucka, przyjaciel Sonica i jego kolegów.
- Chuck Thorndyke – dziadek Chrisa, profesor, naukowiec, ojciec Nelsona.
- Pan Tanaka – lokaj rodziny Thorndyke’ów, później sensei Chrisa, którego uczył sztuk walki.
- Ella – służąca Thorndyke’ów.
- Sam Speed – brat Lindsey, wujek Chrisa; dowódca policyjnej pościgowej Drużyny S.
- Pan Stuart – nauczyciel Chrisa, agent rządowy.
- Frances – koleżanka Chrisa z klasy.
- Danny – ciemnoskóry kolega Chrisa z klasy.
- Helen – przyjaciółka Sonica i Chrisa, która porusza się na wózku inwalidzkim.
- Lindsey i Nelson Thorndyke – rodzice Chrisa, odpowiednio znana aktorka oraz szef firmy komputerowej.
- Topaz – agentka rządowa, przyjaciółka Rouge.
- Prezydent – rządzi państwem.
- Scarlet Garcia – reporterka.
- Jerome Wise – były doradca prezydenta. Z powodu potajemnego negocjowania z Eggmanem stracił pracę, a później również dom.
- Christina Cooper – nowa doradczyni prezydenta.

### Inni bohaterowie
- Duży – prostolinijny kot uwielbiający wędkowanie.
- Żabek – przyjaciel Dużego.
- Tikal – pomarańczowa kolczatka, strażniczka Chaosu zamkniętego przez siebie (wraz ze sobą) w Głównym Szmaragdzie.
- Chaos – starożytny strażnik Szmaragdów Chaosu, zmutowany Chao, jego moc rośnie wraz z pochłanianiem Szmaragdów Chaosu.
- Profesor Gerald Robotnik – dziadek doktora Eggmana i Marii, twórca Shadowa.
- Maria Robotnik – przyjaciółka Shadowa, wnuczka Geralda Robotnika, mieszkająca 50 lat wcześniej na kolonii kosmicznej ARK, chora na NIDS.
- Vector – krokodyl będący szefem agencji detektywistycznej Chaotix, zakochany w Vanilli.
- Espio – kameleon, inteligentny wojownik ninja, członek agencji Chaotix.
- Charmy – antropomorficzna pszczoła, pełni w agencji detektywistycznej Chaotix rolę zwiadowcy.
- Vanilla – matka Cream.
- Lucky (wł. E-77 Lucky) – nierozgarnięty robot stworzony przez Eggmana w celu znalezienia ostatniego Szmaragdu Chaosu.
- Emerl – robot stworzony przez Geralda Robotnika, potrafi kopiować ruchy przeciwnika.
- Lily – ptasia przyjaciółka Amy, niebiesko upierzona, zamknięta w jednym z robotów z serii E-100, w pozostałych znajdowało się jej rodzeństwo: szary i różowy ptaszek.

### Seedrianie
Seedrianie (ang. Seedrians) są antropomorficzną rasą obcych, podobną do roślin, która została zmuszona do walki o przetrwanie. Płeć męska przekształca się w metarexy, zaś płeć żeńska uważa, że nie powinny poddawać się mutacji, gdyż może być to dla nich groźne. Dochodzi do podziałów wewnątrzgatunkowych.
- Cosmo – obiekt westchnień Tailsa.
- Galaxina – starsza siostra Cosmo, zabita wraz matką Cosmo i innymi Seedrianami przez Metareksy.
- Hertia (ang. Earthia, pol. Ziemiana) – przywódczyni Seedrianek oraz matka Cosmo.
- Starla

### Metareksy
Są Seedrianami płci męskiej, którzy zmuszeni do obrony swojej planety przekształcają się w istoty ukryte pod metalicznym pancerzem. Do spełnienia swej misji, utworzenia nowego wszechświata, który byłby lepszym światem dla Seedrian, potrzebują Planetojaj i szmaragdów Chaosu. Najważniejszymi z nich są:
- Dark Oak – ciemnofioletowy Metarex, władca wszystkich Metarexów, naprawdę Seedrian Lucas.
- Pale Bayleef – jasny Metarex, dowódca floty Metarexów.
- Black Narccisus – czarny Metarex.
- Yellow Zelkova – żółty Metarex.
- Red Pine – czerwony Metarex, były dowódca floty Metarexów.

## Moce, zdolności
- Pierścień Mocy (ang. Power Ring) – pierścień, który w 1 serii pozwalał Sonicowi na wykonanie tzw. Spin Dasha. W 2 i 3 serii spotykany rzadziej.
- Super Sonic i Super Shadow – super-formy Sonica i Shadowa, wzmocnione Szmaragdami Chaosu.
- Dark Sonic – mroczna forma Sonica, dzieje się to wtedy, gdy Sonic ma w sobie zbyt dużo negatywnej energii albo wybucha gniewem i nienawiścią do metrareksów.
- Kontrola Chaosu (ang. Chaos Control) – umiejętność naginania czasoprzestrzeni za pomocą Szmaragdów Chaosu. Dzięki niej można chwilowo zatrzymać czas, poruszać się z niesamowitą prędkością oraz teleportować (także do innych wymiarów).
- Włócznia Chaosu (ang. Chaos Spear) – Spotykana po zakończeniu pierwszego sezonu, po spotkaniu Shadowa. Shadow używał jej w walkach.

## Obsada

### Wersja oryginalna
- Jun’ichi Kanemaru – Sonic
- Ryō Hirohashi –
  - Tails,
  - Cheese
- Nobutoshi Canna – Knuckles
- Taeko Kawata – Amy
- Sayaka Aoki –
  - Cream,
  - Vanilla
- Sanae Kobayashi – Chris
- Masakazu Morita – Chris (dorosły)
- Chikao Ōtsuka –
  - Doktor Eggman,
  - Profesor Gerald Robotnik
- Bin Shimada –
  - Bocoe,
  - Chuck
- Ken Yamaguchi –
  - Decoe,
  - Nelson
- Yumiko Kobayashi – Bokkun
- Kujira – Ella
- Naoki Imamura –
  - Pan Tanaka,
  - King Boom Boo,
  - E-102 Gamma
- Takashi Nagasako – Big
- Kenta Miyake – Vector
- Yūki Masuda – Espio
- Yōko Teppōzuka – Charmy
- Kōji Yusa – Shadow
- Rumi Ochiai – Rouge
- Kōji Haramaki – Jerome Wise
- Naomi Shindō –
  - Danny,
  - Lindsay Thorndyke
- Yuka Shioyama –
  - Scarlett Garcia,
  - Frances
- Noriko Hidaka – Helen
- Kaori Asō – Tikal
- Yuri Shiratori – Maria Robotnik
- Sōichirō Tanaka – Sam Speed
- Yasuhiko Kawazu – Pan Smith
- Toshihiko Nakajima – Pachacamac
- Etsuko Kozakura – Cosmo
- Michiko Neya –
  - Ziemiana,
  - Galaxina
- Yūki Tai – Leon
- Hōko Kuwashima – Molly
- Jōji Nakata – Dark Oak
- Katsuyuki Konishi – Lucas
- Ken Narita – Black Narcissus
- Jūrōta Kosugi – Pale Bayleaf
- Hōchū Ōtsuka – Red Pine
- Takeshi Watabe – Yellow Zelkova

### Wersja polska
Opracowanie: na zlecenie Jetix – IZ-Text Katowice

Udźwiękowienie: Supra Film (odc. 1-26)

Tekst polski:
- Agnieszka Klucznik (odc. 1-13, 27-78),
- Natalia Bartkowska (odc. 14-26)

W polskiej wersji wystąpili:
- Izabella Malik –
  - Chris,
  - Charmy
- Anita Sajnóg –
  - Rouge,
  - Decoe,
  - Helen,
  - Frances,
  - Cosmo
  - różne postacie
- Magdalena Korczyńska –
  - Cream,
  - Vanilla,
  - Lindsey Thorndyke,
  - Scarlet Garcia,
  - Molly,
  - Ziemiana
- Wisława Świątek –
  - Tails,
  - Christina Cooper
- Ireneusz Załóg –
  - Sonic,
  - Big,
  - Espio,
  - E-101 Beta,
  - różne postacie
- Dariusz Stach –
  - Pan Tanaka,
  - Bocoe,
  - Danny,
  - E-102 Gamma,
  - E-104 Epsilon,
  - Yellow Zelkova,
  - różne postacie
- Radosław Kaliski –
  - Knuckles,
  - Red Pine
- Wiesław Sławik –
  - Doktor Eggman,
  - Profesor Gerald Robotnik
- Anna Rusek – Amy
- Zbigniew Wróbel –
  - Chuck Thorndyke,
  - Black Narcissus,
  - różne postacie
- Tomasz Śliwiński –
  - Sam Speed,
  - Vector,
  - E-103 Delta,
  - Pale Bayleaf
- Mirosław Neinert – Nelson Thorndyke
- Andrzej Warcaba – Pan Stewart
- Krystyna Wiśniewska – Ella
- Maria Machowska –
  - Bokkun,
  - Maria Robotnik
- Marek Rachoń – Jerome Wise
- Ryszarda Celińska – 
  - Topaz,
  - Tikal
- Grzegorz Przybył – Shadow
- Wojciech Solarz – Dark Oak
- Tomasz Zaród – Leon

i inni
Lektor tyłówki:
- Tomasz Kućma (odc. 27-52),
- Ireneusz Załóg (odc. 53-78)

## Odcinki

### Premiery w Polsce
- Jetix
  - I seria – 4 września 2004,
  - II seria – 3 września 2005,
  - III seria – 3 kwietnia 2006,
- Polsat
  - I i II seria – 7 stycznia 2006,
  - III seria – 4 marca 2007,

W Japonii serial występuje w postaci dwóch serii, poza jej granicą pierwsza seria (52 odcinki) została podzielona na dwie.

### Spis odcinków
| Nr             | Japoński tytuł                                                            | Angielski tytuł                     |
| -------------- | ------------------------------------------------------------------------- | ----------------------------------- |
|                |                                                                           |                                     |
| SERIA PIERWSZA |                                                                           |                                     |
|                |                                                                           |                                     |
| 01             | 超音速ヒーロー登場! (The Supersonic Hero Takes the Stage!)                | Chaos Control Freaks                |
|                |                                                                           |                                     |
| 02             | 潜入！エリア99 (Infiltrate Area 99!)                                      | Sonic to the Rescue                 |
|                |                                                                           |                                     |
| 03             | Ｄｒ．エッグマンの野望 (Dr. Eggman’s Ambition)                            | Missile Wrist Rampage               |
|                |                                                                           |                                     |
| 04             | カオスエメラルドを手に入れろ! (Get The Chaos Emerald!)                    | Chaos Emerald Chaos                 |
|                |                                                                           |                                     |
| 05             | 激突!!ソニックｖｓナックルズ (Clash!! Sonic VS Knuckles)                  | Cracking Knuckles                   |
|                |                                                                           |                                     |
| 06             | 熱戦！スクール・ウォーズ (Fierce Battle! School Wars)                     | Techno Teacher                      |
|                |                                                                           |                                     |
| 07             | 大混戦!クリスのホームパーティー' (Giant Free-For-All! Chris' House Party) | Party Hardly                        |
|                |                                                                           |                                     |
| 08             | 緊急発進！Xトルネード (Emergency Takeoff! X-Tornado)                      | Satellite Swindle                   |
|                |                                                                           |                                     |
| 09             | 渚のエミー (Amy at the Beach)                                             | The Last Resort                     |
|                |                                                                           |                                     |
| 10             | 激闘！ソニック野球軍 (Fierce Fight! Sonic Baseball Team)                  | Unfair Ball                         |
|                |                                                                           |                                     |
| 11             | 美しき怪盗ルージュ (The Beautiful, Mysterious Thief, Rouge)               | Fly Spy                             |
|                |                                                                           |                                     |
| 12             | エッグマン基地 総攻撃! (前編) (Assault on Eggman's Base! (Part I))        | Beating Eggman, Part 1              |
|                |                                                                           |                                     |
| 13             | エッグマン基地 総攻撃! (後編) (Assault on Eggman's Base! (Part II))       | Beating Eggman, Part 2              |
|                |                                                                           |                                     |
| 14             | 英雄ソニックを追え! (Chase After the Hero, Sonic!)                        | That’s What Friends Are For         |
|                |                                                                           |                                     |
| 15             | 移動要塞エッグフォート襲来! (Attack of the Mobile Fortress, Egg Fort!)    | Skirmish in the Sky                 |
|                |                                                                           |                                     |
| 16             | 目指せ! 南海の沈没船 (Aim for It! The Sunken Ship of the Southern Sea)    | Depths of Danger                    |
|                |                                                                           |                                     |
| 17             | ナックルズ! 怒りの鉄拳 (Knuckles! Fist of Fury)                           | The Adventures of Knuckles and Hawk |
|                |                                                                           |                                     |
| 18             | サバンナの大決闘! (Huge Shoot-out on the Savannah!)                       | The Dam Scam                        |
|                |                                                                           |                                     |
| 19             | 古城の亡霊キングブーブ (The Ghost of the Old Castle, King Boom Boo)       | Sonic’s Scream Test                 |
|                |                                                                           |                                     |
| 20             | 出撃! エッグフォートⅡ (Departure! Egg Fort II)                            | Cruise Blues                        |
|                |                                                                           |                                     |
| 21             | スピード勝負! ソニックvsサム (Speed Match! Sonic vs. Sam)                 | Fast Friends                        |
|                |                                                                           |                                     |
| 22             | 夏休み・チャオ～な観察日記 (Summer Vacation - Chao Observation Diary)     | Little Chao Lost                    |
|                |                                                                           |                                     |
| 23             | 大混乱! 6カオスエメラルド (Mayhem! The 6th Chaos Emerald)                 | Emerald Anniversary                 |
|                |                                                                           |                                     |
| 24             | 暴走ソニック! 捕獲大作戦 (Runaway Sonic! Big Capture Operation)           | How to Catch a Hedgehog             |
|                |                                                                           |                                     |
| 25             | 最後のカオスエメラルド (The Last Chaos Emerald)                           | A Dastardly Deed                    |
|                |                                                                           |                                     |
| 26             | 誕生！スーパーソニック (Birth! Super Sonic)                               | Countdown to Chaos                  |
|                |                                                                           |                                     |
| SERIA DRUGA    |                                                                           |                                     |
|                |                                                                           |                                     |
| 27             | 災いのはじまり (The Beginning of the Disaster)                            | Pure Chaos                          |
|                |                                                                           |                                     |
| 28             | 謎の生命体カオス (The Mysterious Lifeform, Chaos)                         | A Chaotic Day                       |
|                |                                                                           |                                     |
| 29             | 囚われのエミー (Amy the Captive)                                          | A Robot Rebels                      |
|                |                                                                           |                                     |
| 30             | エッグキャリアの戦い (Battle on the Egg Carrier)                          | Head’s Up, Tails!                   |
|                |                                                                           |                                     |
| 31             | さすらいのガンマ (Gamma the Wanderer)                                     | Revenge of the Robot                |
|                |                                                                           |                                     |
| 32             | パーフェクトカオスの叫び (The Scream of Perfect Chaos)                    | Flood Fight                         |
|                |                                                                           |                                     |
| 33             | プロジェクト・シャドウの謎 (The Mystery of Project Shadow)                | Project: Shadow                     |
|                |                                                                           |                                     |
| 34             | 逃亡者ソニック (Sonic the Fugitive)                                       | Shadow Knows                        |
|                |                                                                           |                                     |
| 35             | プリズンアイランドからの脱出 (Escape from Prison Island)                  | Sonic’s Big Break                   |
|                |                                                                           |                                     |
| 36             | 宇宙からの脅迫 (Threat from Outer Space)                                  | Shadow World                        |
|                |                                                                           |                                     |
| 37             | スペースコロニー・アークの戦い (Battle on the Space Colony ARK)           | Robotnik’s Revenge                  |
|                |                                                                           |                                     |
| 38             | マリアの願い、みんなの願い (Maria's Wish, Everyone's Wish)                | Showdown in Space                   |
|                |                                                                           |                                     |
| 39             | カオティクス探偵事務所 (The Chaotix Detective Agency)                     | Defective Detectives                |
|                |                                                                           |                                     |
| 40             | エッグマン株式会社 (Eggman Company)                                       | Sunblock Solution                   |
|                |                                                                           |                                     |
| 41             | 光をわれらに! (Give Us the Light!!)                                       | Eggman for President                |
|                |                                                                           |                                     |
| 42             | エミー愛の逃避行?! (Amy's Love Went Away!?)                               | A Date to Forget                    |
|                |                                                                           |                                     |
| 43             | 家電大パニック!! (Huge Home Electronics Panic!!)                          | Mean Machines                       |
|                |                                                                           |                                     |
| 44             | おかしなおかしなスパイ大作戦 (The Ridiculously Epic Spy Operation)        | Sewer Search                        |
|                |                                                                           |                                     |
| 45             | ソニックバトル・開催!! (Sonic Battle - Face Off!!)                        | Prize Fight                         |
|                |                                                                           |                                     |
| 46             | ソニックバトル・決勝!! (Sonic Battle - Finals!!)                          | A Wild Win                          |
|                |                                                                           |                                     |
| 47             | 緯度0大決戦!! (The Great Showdown at Latitude Zero!!)                     | Map of Mayhem                       |
|                |                                                                           |                                     |
| 48             | ソニック対地底怪獣 (Sonic vs. The Underground Monsters)                   | The Volcanic Venture                |
|                |                                                                           |                                     |
| 49             | 世界が静止する日 (The Day the World Stood Still)                          | The Beginning of the End            |
|                |                                                                           |                                     |
| 50             | 別れの朝 (The Morning of Farewells)                                       | Running Out of Time                 |
|                |                                                                           |                                     |
| 51             | クリスの長い旅 (Chris’ Long Journey)                                      | Friends 'Til the End                |
|                |                                                                           |                                     |
| 52             | 風の思い出 (Memories of the Wind)                                         | A New Start                         |
|                |                                                                           |                                     |
| SERIA TRZECIA  |                                                                           |                                     |
|                |                                                                           |                                     |
| 53             | 流星雨の使者 (A Messenger from a Meteor Shower)                           | A Cosmic Call                       |
|                |                                                                           |                                     |
| 54             | 宇宙船ブルータイフーン号 (The Spaceship: Blue Typhoon)                    | Cosmic Crisis                       |
|                |                                                                           |                                     |
| 55             | 水の惑星ハイドー (The Water Planet, Hydo)                                 | H2 Whoa                             |
|                |                                                                           |                                     |
| 56             | Dr.エッグマン参戦! (Dr. Eggman Joins the War!)                            | An Enemy In Need                    |
|                |                                                                           |                                     |
| 57             | アイスパレスの戦い! (The Battle at the Ice Palace!)                       | A Chilling Discovery                |
|                |                                                                           |                                     |
| 58             | 乙女のジャングルトラップ (The Girls' Jungle Trap)                         | Desperately Seeking Sonic           |
|                |                                                                           |                                     |
| 59             | 乙女のジャングルトラップ (The Chaotix Go To Outer Space)                  | Galactic Gumshoes                   |
|                |                                                                           |                                     |
| 60             | シャドウ・リバース (Shadow's Rebirth)                                     | Trick Sand                          |
|                |                                                                           |                                     |
| 61             | メタレックス戦艦襲来! (The Metarex Battleship Attacks!)                   | Ship of Doom                        |
|                |                                                                           |                                     |
| 62             | 地下渓谷の秘密 (The Secret of the Underground Canyon)                     | An Underground Odyssey              |
|                |                                                                           |                                     |
| 63             | 宇宙要塞メタルプラント (The Space Fortress, Metal Plant)                  | Station Break-In                    |
|                |                                                                           |                                     |
| 64             | 激突！ソニックvsシャドウ (Clash! Sonic vs. Shadow)                        | A Metarex Melee                     |
|                |                                                                           |                                     |
| 65             | カオティクス 電撃ラブラブ大作戦 (The Chaotix's Electric Shock Love Plan)  | Mission: Match-Up                   |
|                |                                                                           |                                     |
| 66             | 銀河回廊をわたれ! (Cross the Galactic Corridor!)                          | Clash in the Cloister               |
|                |                                                                           |                                     |
| 67             | ブラック・トラップ (The Black Trap)                                       | Teasing Time                        |
|                |                                                                           |                                     |
| 68             | こわれた星の上で (Above a Destroyed Planet)                               | A Revolutionary Tale                |
|                |                                                                           |                                     |
| 69             | お願いマルモリン! (Please, Marmolim!)                                     | The Planet of Misfortune            |
|                |                                                                           |                                     |
| 70             | エッグマン艦隊現る! (The Eggman Fleet Appears!)                           | Terror on the Typhoon               |
|                |                                                                           |                                     |
| 71             | カフェ・カオティクス (Café Chaotix)                                       | Hedgehog Hunt                       |
|                |                                                                           |                                     |
| 72             | メタレックスの正体!? (The True Form of the Metarex!?)                     | Zelkova Strikes Back                |
|                |                                                                           |                                     |
| 73             | 暗殺者シャドウ! (Shadow the Assassin!)                                    | The Cosmo Conspiracy                |
|                |                                                                           |                                     |
| 74             | ロスト・プラネット (The Lost Planet)                                      | Eye Spy                             |
|                |                                                                           |                                     |
| 75             | 森化の日 (The Day of the Forestation)                                     | Agent of Mischief                   |
|                |                                                                           |                                     |
| 76             | 決戦！ダーク・オーク (Decisive Battle! Dark Oak)                          | The Light in the Darkness           |
|                |                                                                           |                                     |
| 77             | 君のためにできること (What I Can Do For You)                              | A Fearless Friend                   |
|                |                                                                           |                                     |
| 78             | 星の生まれるところ (Where Planets Are Born)                               | So Long Sonic                       |
|                |                                                                           |                                     |